# Antinopoli
Antinopoli (in greco antico: Ἀντινόου πόλις?, Antinóou pólis ("città di Antinoo"); in copto ⲁⲛⲧⲓⲛⲱⲟⲩ; in arabo الشيخ عبادة‎?) o Antinoe è stata una città dell'Egitto romano, fondata per volontà dell'imperatore Adriano in memoria del suo giovane eromenos Antinoo.
La città era posta in posizione speculare rispetto alla più antica Ermopoli ed era il punto di inizio della via Hadriana, che si concludeva presso il porto di Berenice.

## Storia
L'area in cui sorse Antinopoli distava pochi chilometri dal villaggio di Bessa (in greco antico: Βῆσσα?), posto in cima alla collina alla base del quale sorse invece la città romana. Le più antiche testimonianze sono costituite da un gruppo di sepolture risalenti perlopiù al periodo predinastico o protodinastico.
(Marguerite Yourcenar, Memorie di Adriano)

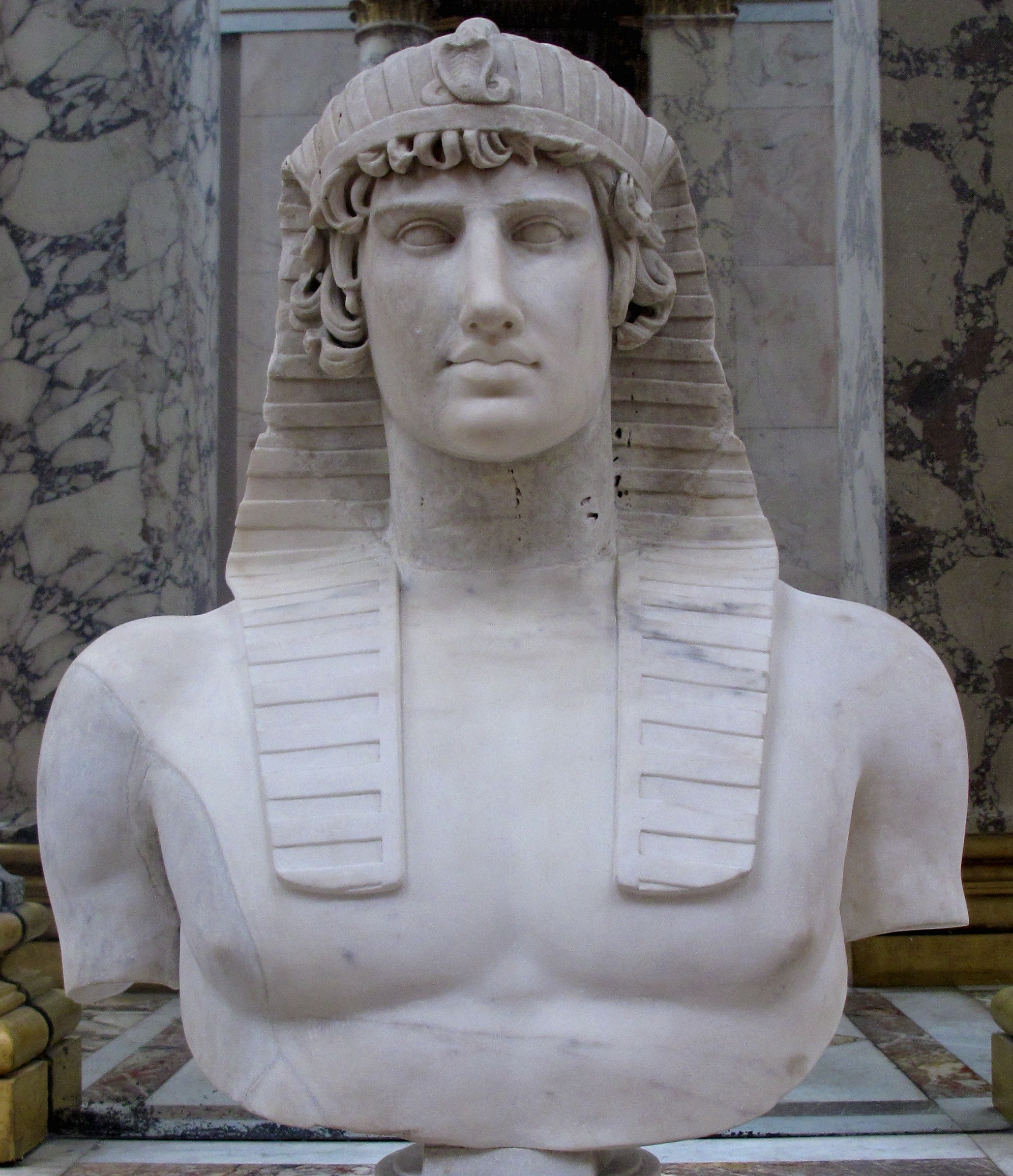
Antinoo come Osiride.

Dopo la morte di Antinoo nel 130, in circostanze mai del tutto chiarite, l'imperatore Adriano decise di fondare una città dedicata al suo giovane eromenos a poca distanza dal sito in cui il giovane annegò. Questo insediamento divenne ben presto sede del culto a lui dedicato e con la costruzione della via Hadriana fu collegato al porto di Berenice, che si affacciava sul mar Rosso.
Intorno al 304, durante la persecuzione dei cristiani sotto Diocleziano, furono martirizzati in questa città i santi Giuliano e Basilissa secondo il Menaea Graeca, un volume che raccoglie le biografie di vari santi cristiani. Con la cristianizzazione dell'impero intorno al IV secolo vi fu eretta una diocesi, inizialmente suffraganea dell'arcidiocesi di Tolemaide, poi elevata al rango di sede metropolitana e infine arcidiocesi. Ci sono numerose tracce di comunità monastiche cristiane: in particolare le cave e le zone adiacenti alla città in epoca copto-araba, ospitarono cenobiti e altri conventi. Palladio di Galazia, che visitò la città tra il 406 e il 412, durante il suo esilio, menziona dodici monasteri femminili, in città e nei dintorni, ed oltre un migliaio di uomini, tra cui cinque celebri anacoreti.
Dopo la conquista islamica dell'Egitto, nel VII secolo, la città fu residenza dell'Emiro dell'Alto Egitto anche se pare che una comunità cristiana sopravvisse nei secoli. La città fu abbandonata attorno al X secolo, tuttavia ha continuato ad ospitare un importante tempio greco-romano, che fu demolito nel XIX secolo.

## Scavi archeologici
I primi scavi italiani furono fortemente voluti dal filologo e grecista italiano Girolamo Vitelli e si svolsero principalmente tra il 1935 e il 1940, venendo bruscamente interrotti dallo scoppio della seconda guerra mondiale. Essi ripresero dal 1965 sotto l'egida dell'Università degli Studi di Roma "La Sapienza" e operò sul sito anche la missione archeologica italiana gestita dall'Istituto Papirologico "Girolamo Vitelli" di Firenze, che proseguì gli scavi negli anni successivi e ancora oggi organizza campagne di scavo. I primi papiri scoperti nel sito sono stati tradotti e pubblicati da John Wintour Baldwin Barns e Henrico Zilliacus.

### Albert Gayet
Albert Gayet può essere considerato tra i principali archeologi di Antinopoli; infatti senza la sua vasta ed approfondita ricerca e la documentazione raccolta, molto poco si saprebbe oggi su questa città. Il rapporto di Gayet si concentrò maggiormente sulla città antica, mostrando come il Cristianesimo cominciò a diffondersi largamente attraverso l'Impero romano.
Gli scavi hanno rivelato mummie, corredi funerari e migliaia di tessuti nel sito; è stato anche scoperto un grande cimitero, il luogo di sepoltura di numerosi cristiani copti, antecedenti al IV secolo. Questi ultimi erano rivestiti in tuniche e fasce di vari tessuti prima di essere sepolti. Le scoperte di Gayet hanno dato ai ricercatori una migliore comprensione delle prime pratiche di sepoltura cristiana e la conservazione dei tessuti artistici ritrovati nel sito permette di intuire lo stile copto in evoluzione, ossia l'arte canonica dell'antico Egitto infuso con l'arte classica e poi cristiana.

## Descrizione

### Urbanistica e architettura

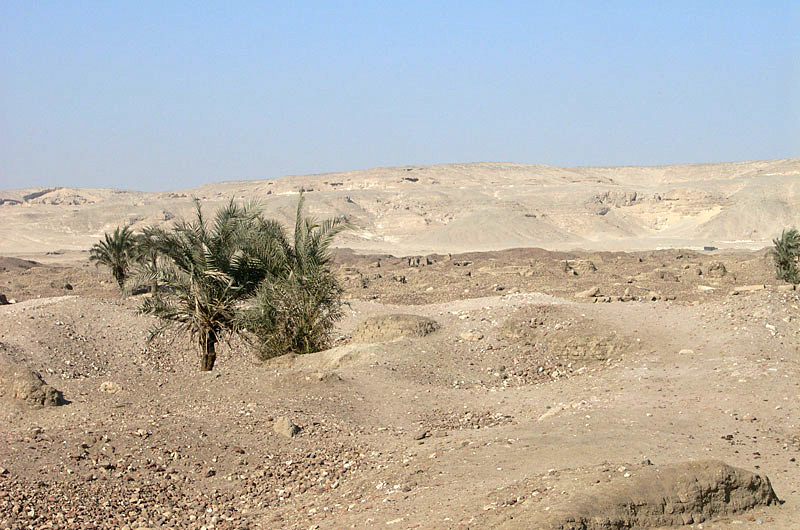
Zona delle rovine.

I primi ritrovamenti risalgono al Nuovo Regno, quando Bes e Hathor erano tra le divinità più importanti della regione, tuttavia sia la pianta urbanistica di tipo ippodameo sia l'aspetto degli edifici non avevano nulla di egiziano.
La città romana aveva circa un miglio e mezzo di lunghezza e quasi mezzo miglio di ampiezza ed era circondata da una cinta muraria in mattoni crudi su tre lati, lasciando scoperto quello in direzione del Nilo. Da un punto di vista urbanistico le strade erano disposte a scacchiera e il cardine e il decumano si incontravano nei pressi di un arco di trionfo. Le strade erano state divise in quarti e blocchi, con ogni edificio convenientemente numerato; il cardo aveva su entrambi i lati un ampio corridoio porticato. Le vie erano a tal punto ricche di portici che il viaggiatore francese Paul Lucas, vedendone le rovine nel 1714, scrisse che la città era un ininterrotto porticato. Tra le strutture identificate si annoverano: una palestra, un teatro, un ippodromo e alcune aree di sepoltura cristiane. L'ippodromo conteneva ampi serbatoi per l'acqua, che era portata lì dalla porta orientale che conduceva ad una valle proprio alle spalle della città; questa, oltre la catena montuosa passava attraverso il deserto del Wādī Tarfa, unendo le strade per le cave delle "Mons Porphyrites" non lontano da Mons Claudianus.
Edme François Jomard, curatore delle pubblicazioni di Description de l'Égypte, descrisse e illustrò molti monumenti oggi completamente scomparsi: porte monumentali, archi di trionfo, agorà, terme romane oltre che il teatro e lo stadio (di cui rimangono alcune pareti); poi il pretorio, colonne onorarie (tra cui una dedicata all'imperatore Alessandro Severo e a sua madre) ed infine anche il sepolcro di Antinoo. Quest'ultimo si trovava nella metà settentrionale della città, mentre nella parte meridionale si trovava un grandioso tempio di ordine corinzio.

### Politica
Antinopoli era governata da un proprio senato presieduto da un pritaneo i cui membri erano scelti tra le famiglie più illustri dei residenti. I provvedimenti, di cui ci sono pervenuti alcuni frammenti, erano soggetti direttamente alla revisione del prefetto della Tebaide e non a quella del nomarca come accadeva di norma. La suddivisione amministrativa così articolata in tribù e l'organizzazione politica seguivano in tutto e per tutto l'uso dell'antica Grecia.
La ricchezza del luogo è indicata ancora oggi da notevolissimi reperti, per lo più provenienti da tombe, come papiri in lingua greca antica, ma anche in lingua latina e lingua copta, oltre a numerose pitture paleocristiane e pregevolissimi tessuti e indumenti perfettamente conservati.

### Religione e tradizioni

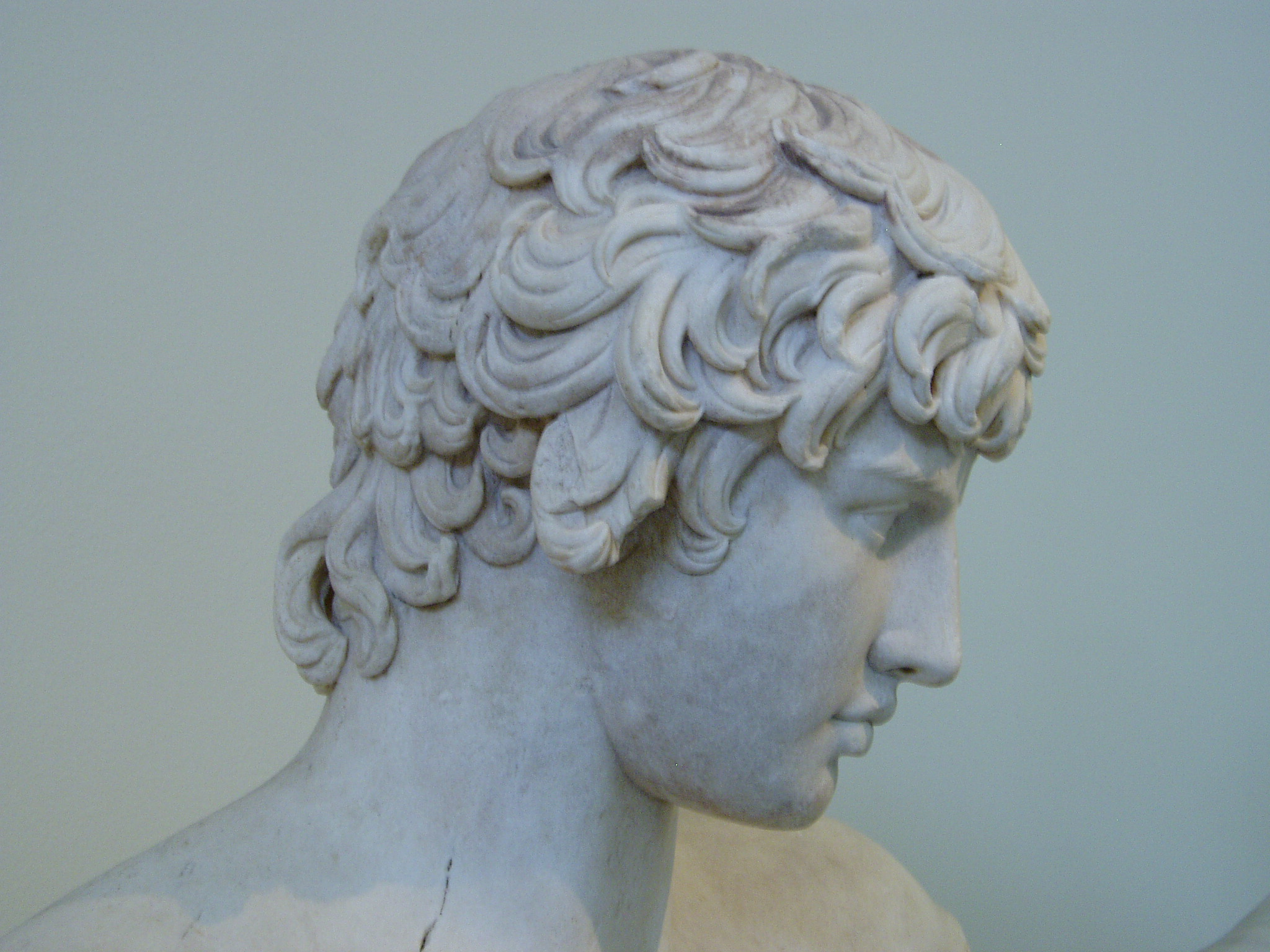
Particolare di un busto che ritrae il giovane Antinoo.

La città divenne sede del culto dedicato al giovane Antinoo e annualmente ospitava le Antinoeia, caratterizzati da giochi e gare di corsa coi carri celebrati in commemorazione della sua morte. Vi era probabilmente anche un tempio dedicato al giovane e ribattezzato Antinoeion.